# Vicente Abreu
Vicente Abreu Madariaga (Vitoria, febrero de 1879-Vitoria, 19 de junio de 1974) fue un militar español que también hizo incursiones en la pintura y el dibujo. Fue presidente de la Diputación de Álava y gobernador militar de la provincia.

## Biografía
Natural de Vitoria, nació en febrero de 1879.
Militó en la Unión Militar Española, asociación clandestina de militares contrarrevolucionarios y golpistas. Durante la guerra civil española, Abreu, coronel, fue jefe del regimiento de Artillería de Montaña número 2, encuadrado en la estructura bajo las órdenes del teniente coronel Camilo Alonso Vega. Llegó a estar también al frente del regimiento número 25 de Vitoria. Asimismo, fungió como presidente de la Diputación de Álava durante un breve periodo de tiempo, entre 1943 y septiembre de 1944. Lo había precedido en el cargo José María Díaz de Mendívil y Velasco y lo sucedería Lorenzo de Cura y López. Fue también gobernador militar de Álava. Habiendo aprendido por su cuenta a dibujar y pintar, llevó sus obras hacia la temática militar.
Falleció en Vitoria el 19 de junio de 1974. Había sido nombrado hijo predilecto de la ciudad por el alcalde José Lejarreta en 1941 y una calle lleva su nombre en su honor desde el 13 de diciembre de 1977.